# Ascetocythere batchi
Ascetocythere batchi är en kräftdjursart som beskrevs av Hobbs och Walton 1968. Ascetocythere batchi ingår i släktet Ascetocythere och familjen Entocytheridae. Inga underarter finns listade i Catalogue of Life.